# Donji Milješ
Donji Milješ (en serbe cyrillique : Доњи Миљеш; en albanais : Mileshi i ultë) est un village de l'est du Monténégro, dans la municipalité de Podgorica.

## Démographie

### Évolution historique de la population
| 1948 | 1953 | 1961 | 1971 | 1981 | 1991 | 2003 |
| ---- | ---- | ---- | ---- | ---- | ---- | ---- |
| 195  | 226  | 302  | 373  | 450  | 348  | 391  |